# Kazimierz Żuromski

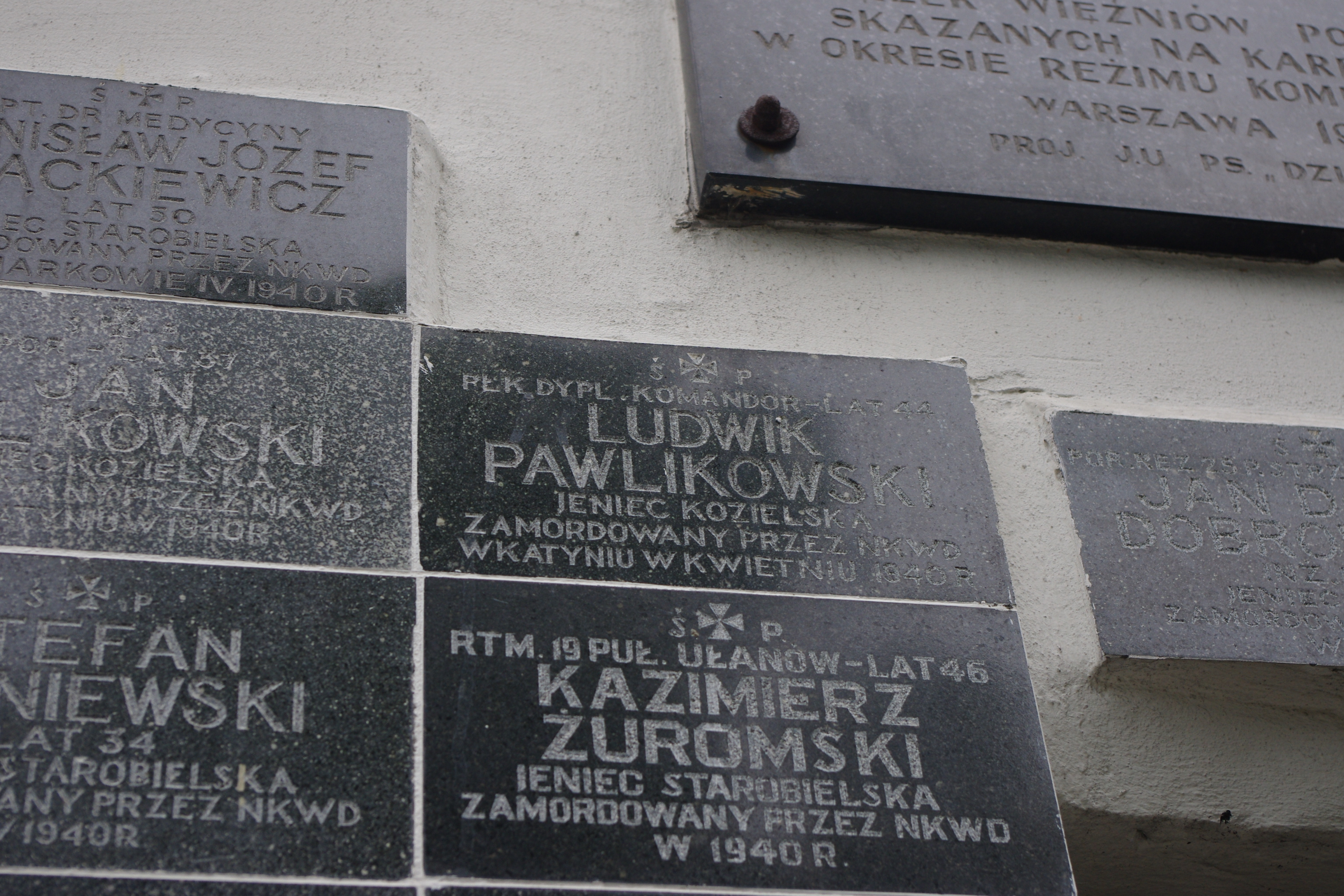
Tablica upamiętniająca rotmistrza Kazimierza Żuromskiego na ścianie zewnętrznej kościoła św. Karola Boromeusza na warszawskich Powązkach będąca częścią Sanktuarium „Poległym i Pomordowanym na Wschodzie”.

Kazimierz Żuromski (ur. 29 maja?/10 czerwca 1895 w Biłce, zm. w kwietniu 1940 w Charkowie) – rotmistrz Wojska Polskiego, kawaler Orderu Virtuti Militari, ofiara zbrodni katyńskiej.

## Życiorys
Urodził się w Biłce pod Żytomierzem, jako syn Juliana i Katarzyny ze Szpilewskich.
Od 1908 roku służył w armii rosyjskiej. Był w Korpusie Kadetów w Kijowie. Po zdaniu matury ukończył kurs w Szkole Wojskowej Kawalerii w Jelizawetgradzie. Jako chorąży skierowany na front. Awansował do stopnia podporucznika w 1915, do stopnia porucznika w 1916. Od grudnia 1917 służył w I Korpusie. Dowodził szwadronem 3 pułku ułanów, walczył z oddziałami bolszewickimi. Od 17 maja 1919 w dywizjonie jazdy kresowej mjr. Jaworskiego. W 1919 roku wstąpił do Wojska Polskiego. Brał udział w wojnie polsko-bolszewickiej w szeregach 19 pułku ułanów wołyńskich. 
Po zakończeniu działań wojennych pozostał w wojsku i został zweryfikowany do stopnia rotmistrza ze starszeństwem z dniem 1 czerwca 1919 roku. Ukończył kurs w CSKaw w Grudziądzu (1924). W 1921 roku został przydzielony do 20 pułku ułanów im. Króla Jana III Sobieskiego. W sierpniu 1924 roku został przeniesiony do 26 pułku ułanów wielkopolskich. Następnie służył w 19 pułku ułanów i 2 pułku strzelców konnych w Hrubieszowie. We wrześniu 1930 został zwolniony z zajmowanego stanowiska i oddany do dyspozycji dowódcy Okręgu Korpusu Nr II, a z dniem 28 lutego 1931 roku przeniesiony w stan spoczynku. 
W 1934 roku pozostawał w ewidencji Powiatowej Komendy Uzupełnień Poznań Miasto. Posiadał przydział do Oficerskiej Kadry Okręgowej Nr VII. Był wówczas „przewidziany do użycia w czasie wojny”.
W czasie kampanii wrześniowej 1939 – po agresji ZSRR na Polskę – w nieznanych okolicznościach dostał się do niewoli sowieckiej. Przebywał w obozie w Starobielsku. Wiosną 1940 został zamordowany przez funkcjonariuszy NKWD w Charkowie i pogrzebany potajemnie w bezimiennej mogile zbiorowej w Piatichatkach, gdzie od 17 czerwca 2000 mieści się oficjalnie Cmentarz Ofiar Totalitaryzmu w Charkowie. Figuruje na Liście Starobielskiej NKWD, pod poz. 1127.
5 października 2007 minister obrony narodowej Aleksander Szczygło mianował go pośmiertnie na stopień majora. Awans został ogłoszony 9 listopada 2007 w Warszawie, w trakcie uroczystości „Katyń Pamiętamy – Uczcijmy Pamięć Bohaterów”.

## Ordery i odznaczenia
- Krzyż Srebrny Orderu Wojskowego Virtuti Militari (1921)[16] nr 4196[3], (VM 22–1646)[17]
- Krzyż Walecznych – dwukrotnie[2]
- Medal Pamiątkowy za Wojnę 1918–1921[2]
- Medal Dziesięciolecia Odzyskanej Niepodległości[2]